# Западный университет Тимишоары
Западный университет Тимишоара (рум. Universitatea de Vest din Timișoara) — государственное высшее учебное заведение Румынии. Расположено в г. Тимишоара. Согласно классификации Министерства образования Румынии, университет имеет статус научно-исследовательского центра.

## История
Основан в 1962 году.

## Структура
В университете Тимишоара действуют 11 факультетов:
- Факультет искусств и дизайна
- Факультет химии, биологии, географии
- Факультет права и административных наук
- Факультет экономики и делового администрирования
- Факультет физического воспитания и спорта
- Физический факультет
- Факультет филологии, истории и богословия
- Факультет математики и информатики
- Факультет музыки
- Факультет социологии и психологии
- Факультет политических наук, философии и связи наук

В рейтинге университетов Румынии занимает 5 место, в мировом рейтинге — 1072 место.

## Известные преподаватели, выпускники и учёные, связанные с университетом
- И. Ц. Гохберг
- Кристиан Джордано
- Хаген Кляйнерт
- Габриел Леш
- Герта Мюллер
- Иоан Холендер.

## Награды
- Командор ордена «За заслуги в образовании» (28 ноября 2024 года, Румыния)[2].